# Gibbovalva singularis
Gibbovalva singularis là một loài bướm đêm thuộc họ Gracillariidae. Nó được tìm thấy ở Trung Quốc (Guizhou, Zhejiang, Anhui và Hong Kong).